# 요르단 알바레스
요르단 루벤 알바레스(Yordan Ruben Alvarez, 1997년 6월 27일 ~ )는 쿠바 출신의 야구 선수로, 현재 메이저 리그 휴스턴 애스트로스의 선수이다.

## 같이 보기
- 끝내기 홈런